# Dead End (Beverly Hills, 90210)
Dead End is de eenentwintigste aflevering van het derde seizoen van het tienerdrama Beverly Hills, 90210, die voor het eerst werd uitgezonden op 10 februari 1993.

## Verhaal
Nadat Dylan zijn geld krijgt, besluit hij met zijn vader en diens vriendin van het leven te genieten op een jacht op Marina del Rey. Ze worden echter in de gaten gehouden door onidentificeerbare mannen. Ondertussen gaat Jackie er na de scheiding financieel op achteruit en is gedwongen het huis te verkopen.
Brenda, Cindy en Donna besluiten lid te worden van een zelfverdedigingsklas. Brandon zet zijn gokverslaving voort en verliest $500. Dit maakt Duke kwaad, maar hij geeft Brandon een kans om het geld bij elkaar te schrapen. Als dit hem niet lukt, moet zijn hachje gered worden door Nat. Hij draagt hem op te stoppen met gokken.
Terwijl Andrea op een afspraak gaat met Jordan, ontmoet David zijn nieuwe manager Serge Menkin.

## Rolverdeling
- Jason Priestley - Brandon Walsh
- Shannen Doherty - Brenda Walsh
- Jennie Garth - Kelly Taylor
- Ian Ziering - Steve Sanders
- Gabrielle Carteris - Andrea Zuckerman
- Luke Perry - Dylan McKay
- Brian Austin Green - David Silver
- Tori Spelling - Donna Martin
- Carol Potter - Cindy Walsh
- James Eckhouse - Jim Walsh
- Ann Gillespie - Jackie Taylor
- Josh Taylor - Jack McKay
- Valerie Wildman - Christine Pettit
- Michael Rawlins - Jordan Bonner
- Billy Vera - Duke Weatherill